# Raymond Geerts
Raymond Geerts (1 december 1959) is een Belgische muzikant, die vooral bekend is als gitarist van Hooverphonic. Hij schreef ook mee aan enkele nummers van de groep. Daarnaast is hij ook actief in onder andere Buscemi en The Ditch.
Geerts begon in zijn jeugd met drummen, maar niet veel later leerde hij zichzelf gitaar spelen.
In de jaren 90 speelde Raymond Geerts in een band in Sint-Niklaas. Zo kwam hij in aanraking met Alex Callier en Frank Duchêne (voormalig lid van Hooverphonic en keyboardspeler). Samen richtten ze de groep The Love Letter Boxes op. Niet lang daarna slaan ze een andere muzikale weg in en de drie schrijven Inhaler, het eerste nummer van Hooverphonic.
- International Standard Name Identifier: 0000 0004 0714 7945
- MusicBrainz: 5b42c741-1783-4d06-8a12-88ad38838bc6